# Gérson de Abreu
Gérson Ribeiro de Abreu Júnior (Iguape, 11 de agosto de 1964 – Iguape, 18 de julho de 2002) foi um apresentador, ator e escritor brasileiro, conhecido por seus trabalhos ao público infantil na TV Cultura e Record.
Sua cidade natal, Iguape, presta uma homenagem a ele dando seu nome a um espaço cultural do município chamado Oficina Cultural Regional Gérson de Abreu.

## Carreira
Filho de Gerson Ribeiro de Abreu e Neusa de Abreu, a primeira aparição de Gérson de Abreu na Televisão aconteceu no programa É Proibido Colar, da TV Cultura, em 1982, apresentado por Antônio Fagundes e sua esposa (na época) Clarisse Abujamra. A escola em que ele estudava participou do programa, Gérson interpretou um cozinheiro e foi tão bem que a TV Cultura o convidou para fazer um teste na emissora, dois anos depois foi contratado como repórter do programa Tempo de Verão.  Em seguida, trabalhou no Bambalalão, Caleidoscópio, Sábado Vivo e Som Pop.
Em 1990, participou do filme "Beijo 2348/72".
Gérson apresentou o programa infantil X-Tudo da TV Cultura, exibido entre 1992 e 1994, ano em que deixou o programa e foi substituído pelo ator e humorista Márcio Ribeiro. Também emprestou sua voz à bota Flap, que dividia cena com o irmão gêmeo Tap (Theo Werneck), no programa Castelo Rá-Tim-Bum.
Em abril de 1995, foi contratado pela Rede Record, a princípio apresentava reprises da série "Os 3 Patetas", onde entre os episódios fazia pequenas esquetes contracenando com bonecos caracterizados como os Patetas, anos depois se tornaria o célebre no Agente G, em programa de mesmo nome exibido entre 1995 e 1997. Em 1998, estrelou sua primeira telenovela, Estrela de Fogo, na Record, sendo também o primeiro trabalho televisivo da carreira que não era voltado ao público infantil. No mesmo ano deixou a novela para estrelar o seriado infantil Vila Esperança, representando o Tio Du, que era proprietário de uma mercearia e que gostava de falar de cinema, teatro, fotografia e literatura, além de fazer esquetes contracenando com bonecos imitando os personagens da série.
Escreveu também algumas crônicas e prefácios.
Em 2000, integrou o elenco da minissérie Aquarela do Brasil, na Rede Globo.
Em 2002, integrou ao elenco do programa Disney CRUJ, no SBT, interpretando um vendedor de cachorro-quente concorrente do pasteleiro Paracleto (Ary França), seu último trabalho na televisão.
No mesmo ano, realizou seu último projeto em vida, a peça de teatro Gato Preto, com Rosi Campos, que ficou em cartaz até sua morte.
Faleceu em 18 de julho de 2002 de infarto na cidade natal de Iguape. Na época de sua morte negociava com a Record a produção de um novo programa infantil, o qual seria intitulado Condomínio da Alegria. Gérson era casado com Patrícia e pai de três filhos (Théo, Paula e Fernanda).
A Prefeitura de Iguape, sua cidade natal, criou um projeto em sua homenagem chamado "Oficina Gérson de Abreu", a partir de 2003, com diversas atrações culturais para a população local.

## Filmografia

### Televisão
| Ano     | Título             | Personagem / Cargo          | Notas                               |
| ------- | ------------------ | --------------------------- | ----------------------------------- |
| 1982    | É Proibido Colar   | Participante                | Episódio: "18 de fevereiro de 1982" |
| 1984    | Tempo de Verão     | Repórter                    |                                     |
| 1984–90 | Bambalalão         | Vários personagens          |                                     |
| 1985    | Caleidoscópio      | Apresentador                |                                     |
| 1988    | Sábado Vivo        | Apresentador                |                                     |
| 1991    | Som Pop            | Apresentador                |                                     |
| 1992–94 | X-Tudo             | Apresentador                |                                     |
| 1994–97 | Castelo Rá-Tim-Bum | Flap                        | Apenas a voz                        |
| 1995–97 | Agente G           | Agente G                    |                                     |
| 1998    | Estrela de Fogo    | Hélio Colíbri               |                                     |
| 1998–99 | Vila Esperança     | Tio Dú                      |                                     |
| 2000    | Aquarela do Brasil | Pipo                        |                                     |
| 2002    | Disney CRUJ        | Vendedor de cachorro-quente |                                     |

### Cinema
| Ano  | Título                                 | Personagem | Notas          |
| ---- | -------------------------------------- | ---------- | -------------- |
| 1990 | Beijo 2348/72                          | Rubens     |                |
| 1992 | PR Kadeia                              | Moscou     | Curta-metragem |
| 1995 | Super-Colosso: a Gincana da TV Colosso | Olivieri   |                |
| 2000 | O Barato é Ser Careta                  | Luciano    |                |